# ガリ (キャッサバ)
ガリ (Garri, Gari) は、おもに西アフリカでみられる、キャッサバの芋を加工して作られる食品である。
主にナイジェリア、ベナン、トーゴ、ガーナ、ギニア、カメルーン、リベリアの民族の間で消費されている食品で、これを使った料理は様々なバリエーションに富んだものとなっている。
アフリカの地域の殆どには、ガリと同様の扱いを受けるキャッサバ原料の食品が存在しているが、ガリは用途が多いことからキャッサバ加工食品の中では一般的な存在である。

## 概要

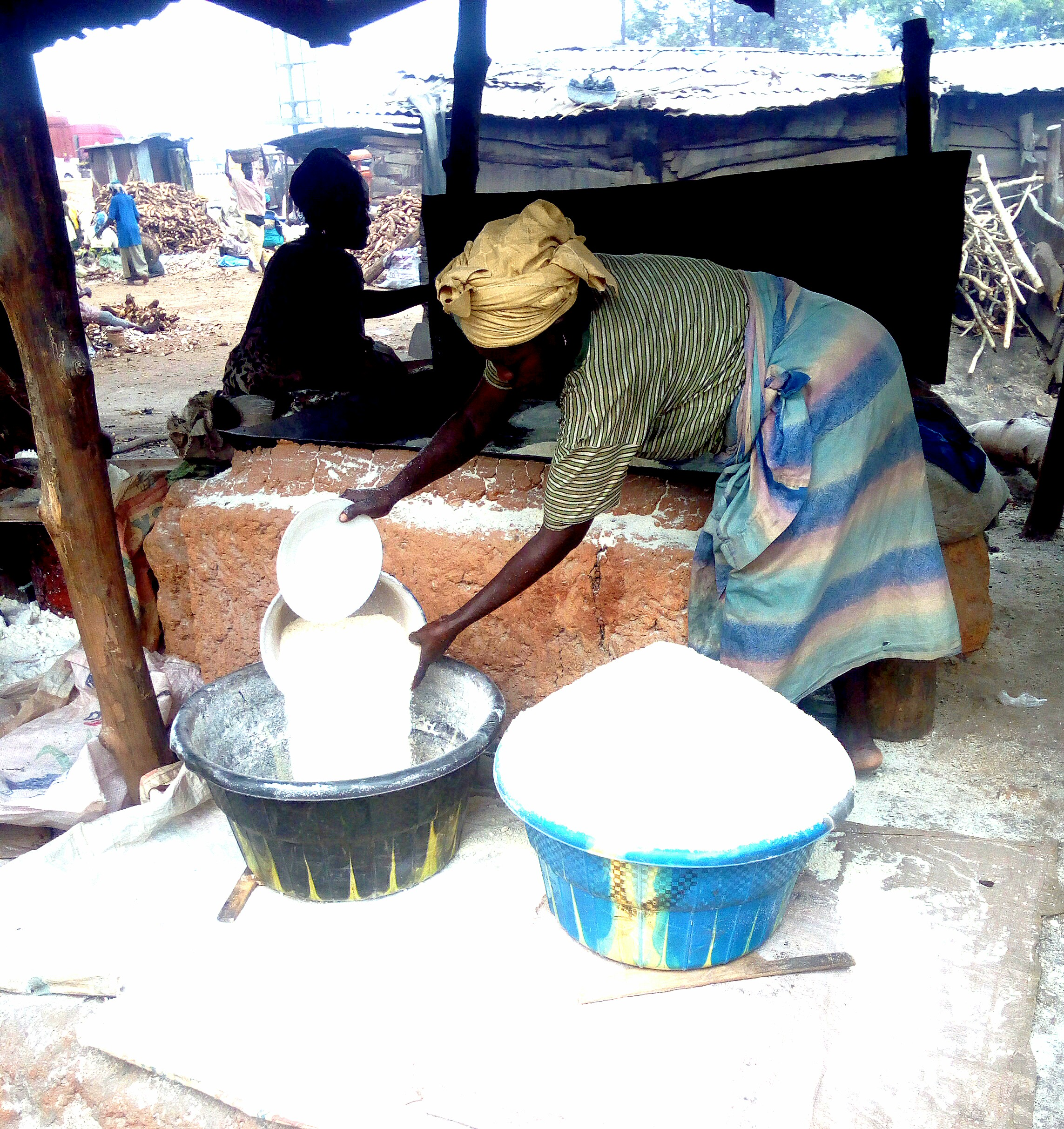
ガリ作りの光景の一部

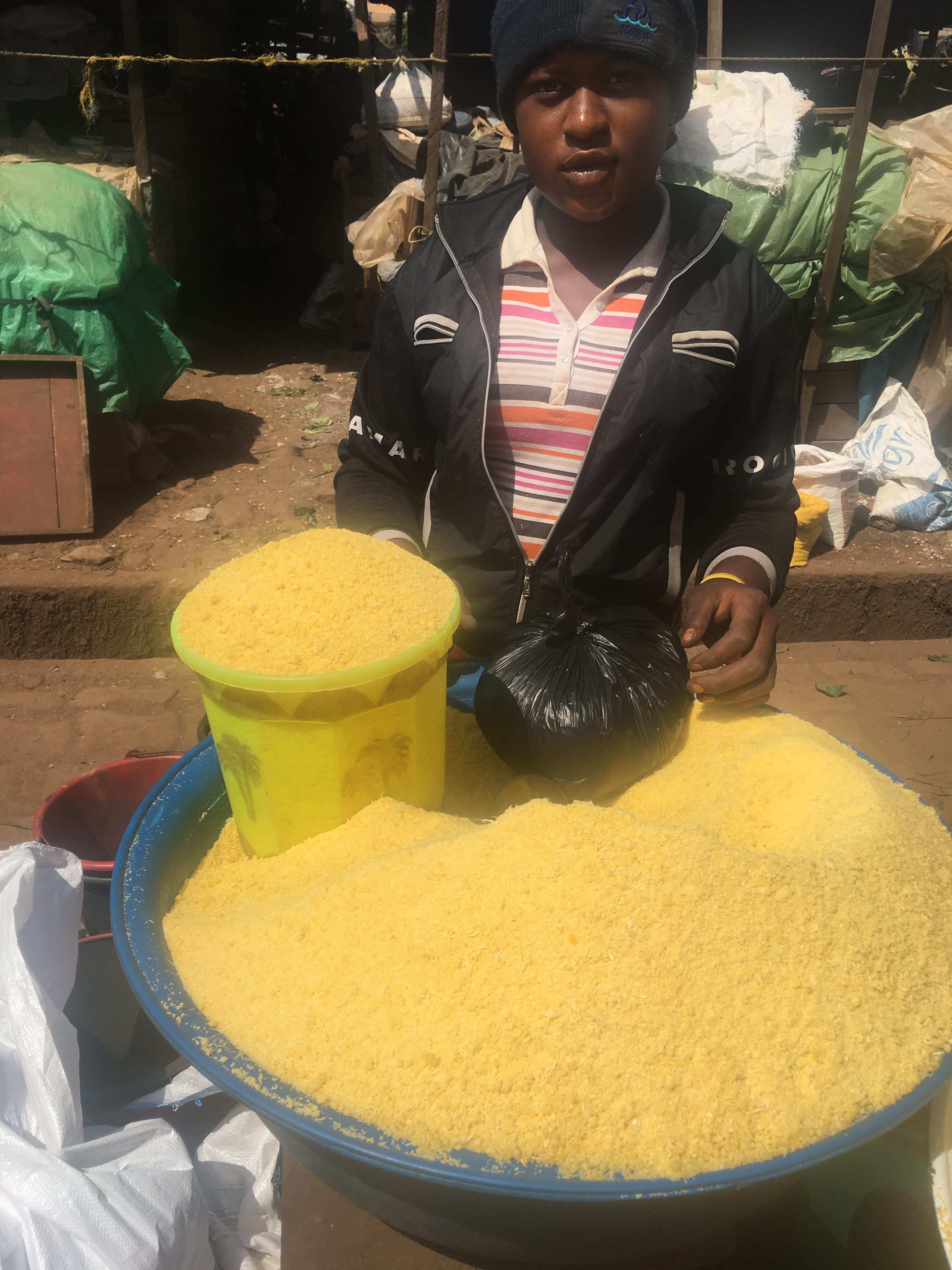
ガリ粉。アフリカ各国ではポピュラーなもののひとつとして扱われている

ガリを作るには、皮をむいたキャッサバの芋を洗ってつぶし、布袋の中に入れて、重しをかけて水分を絞りながら1～2日間、発酵させる。それを濾して、ボールに入れて加熱する。そうやって作られたガリは、長期間の保存が可能である。さらにすりつぶして細かい粉にすることもある。また、加工法によって白と黄色の2種類のガリが出来上がることが知られている。
ほとんどのレシピでは、沸騰した湯を加えてかき混ぜることで調理され、固いペースト状のものや粥状のものが作られることが確認されている。エバは、ガリを熱水で戻してペースト状にしたものであり、通常はスープやシチューと共に食される。ココロは、ガリとトウモロコシの粉と砂糖を混ぜて揚げた、ナイジェリアの菓子である。